# بلیتز (مارک)
شهر بلیتز در ایالت براندنبورگ در کشور آلمان واقع شده است.

## نگارخانه

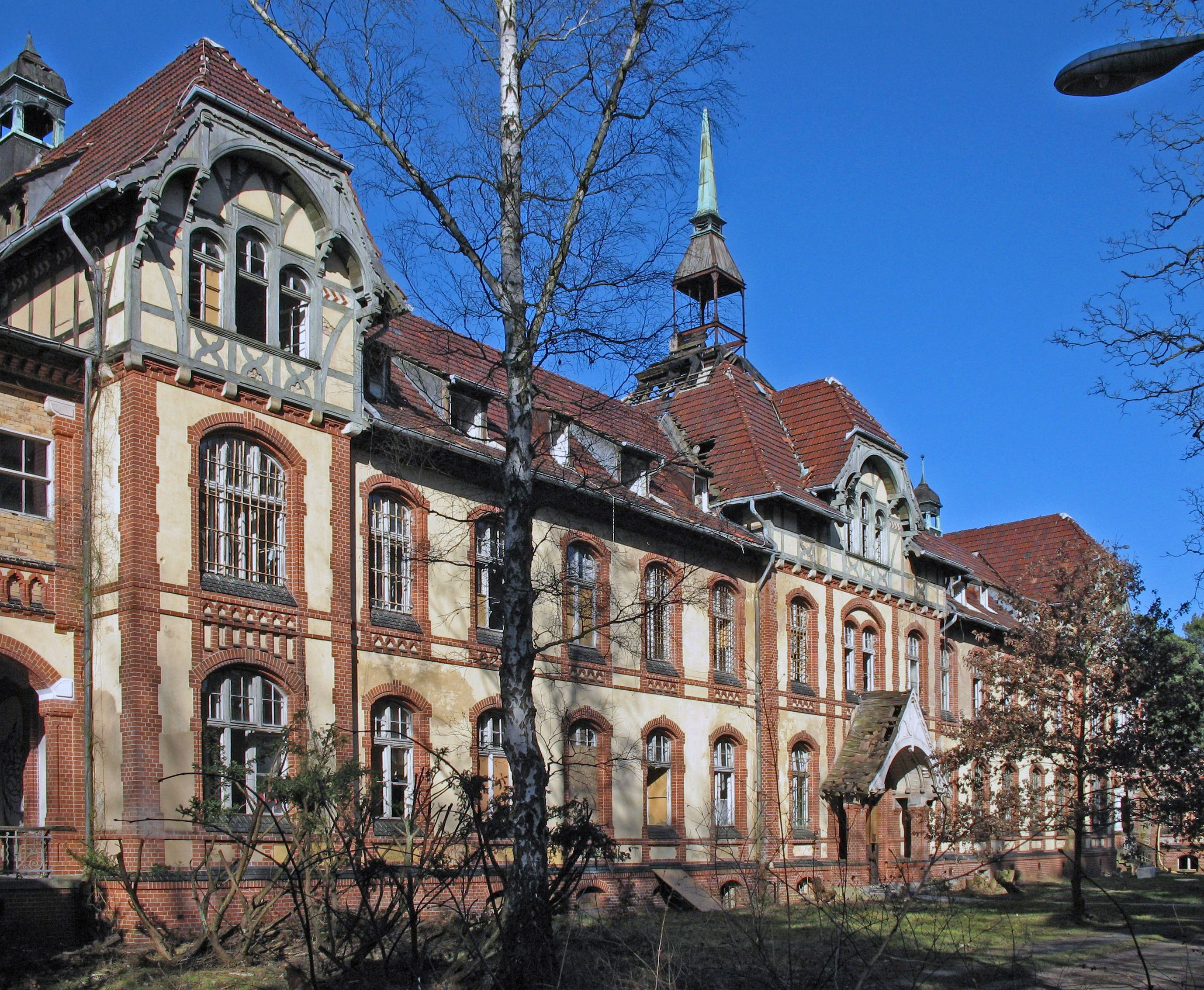
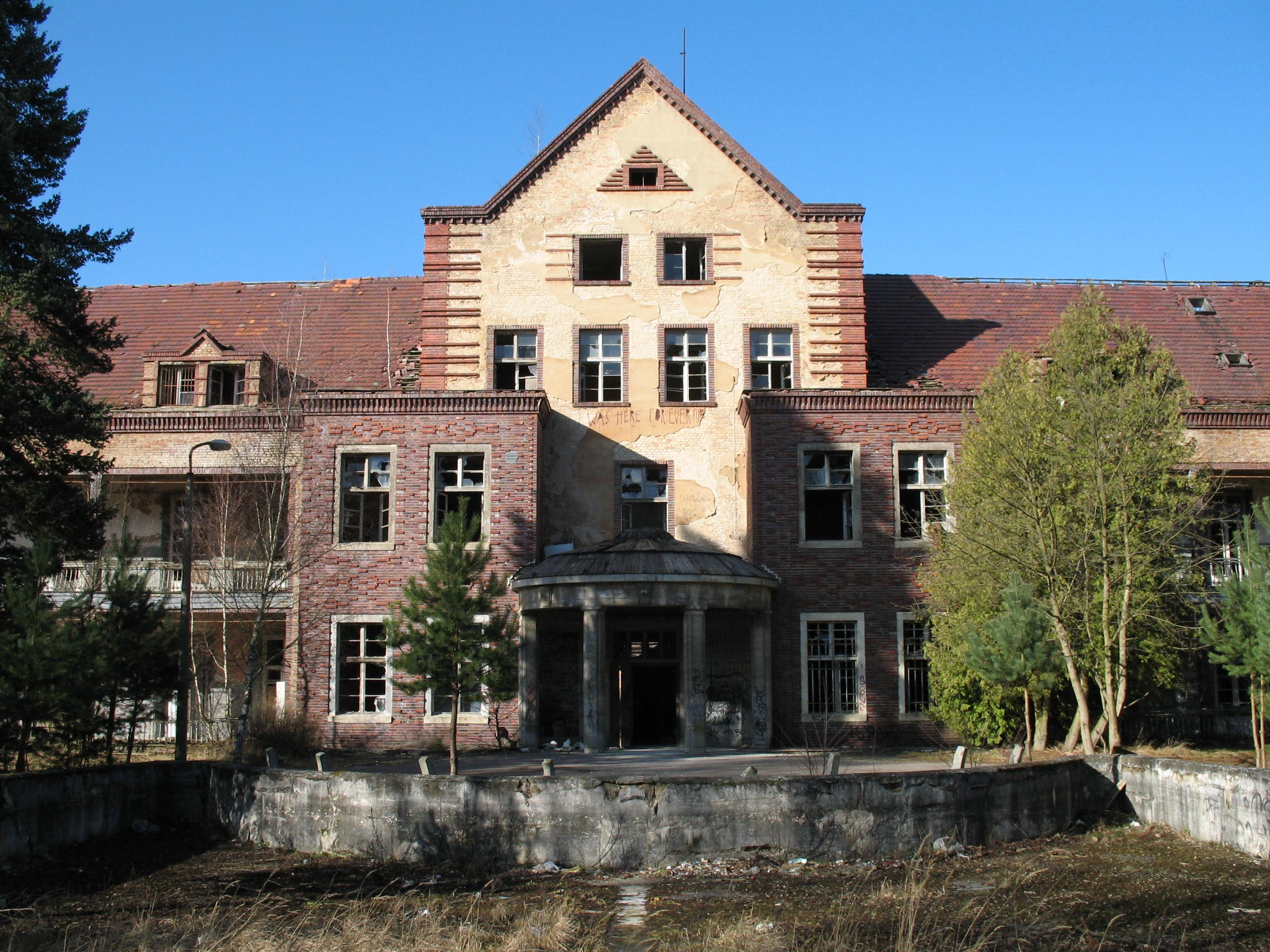
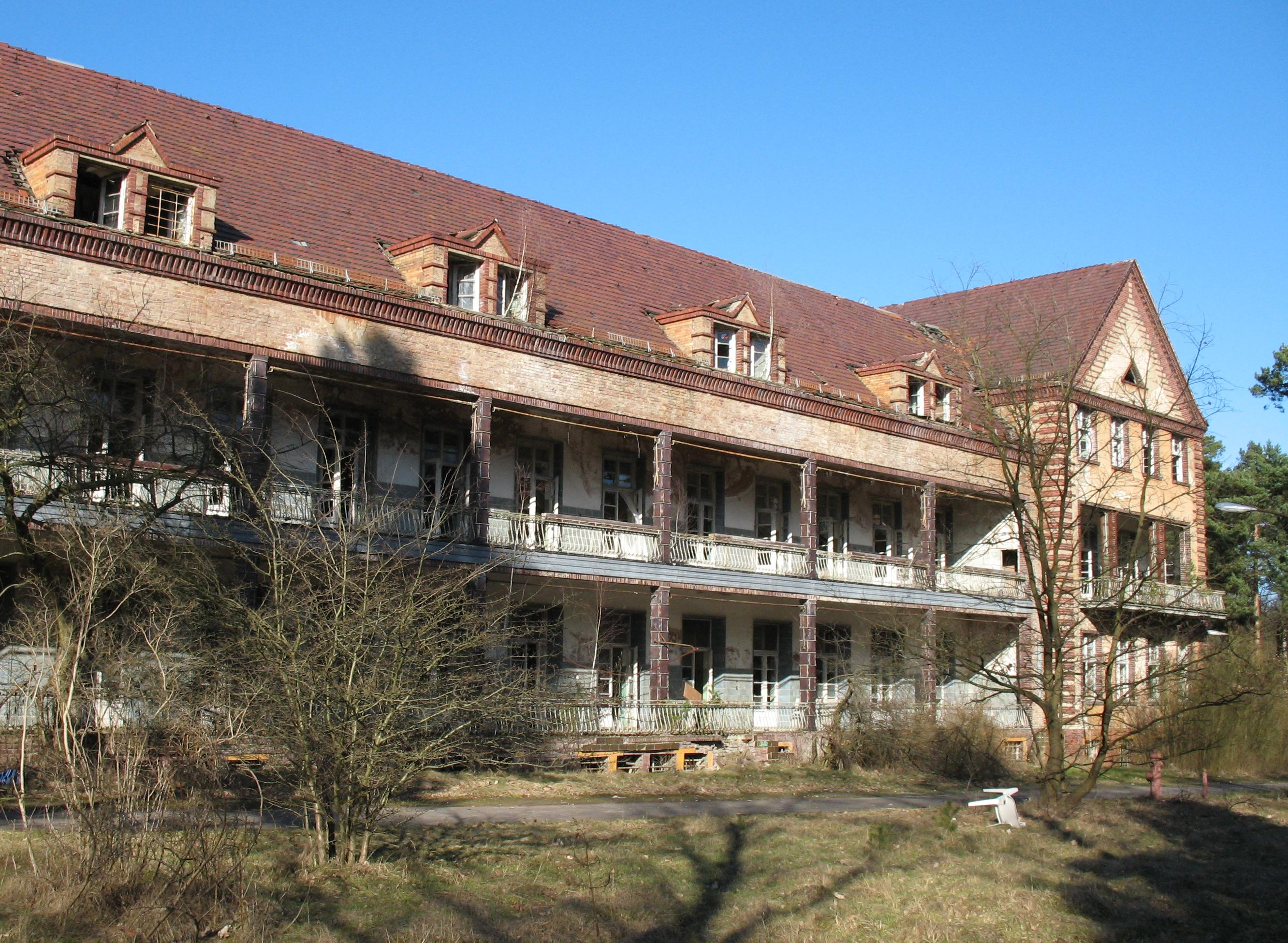
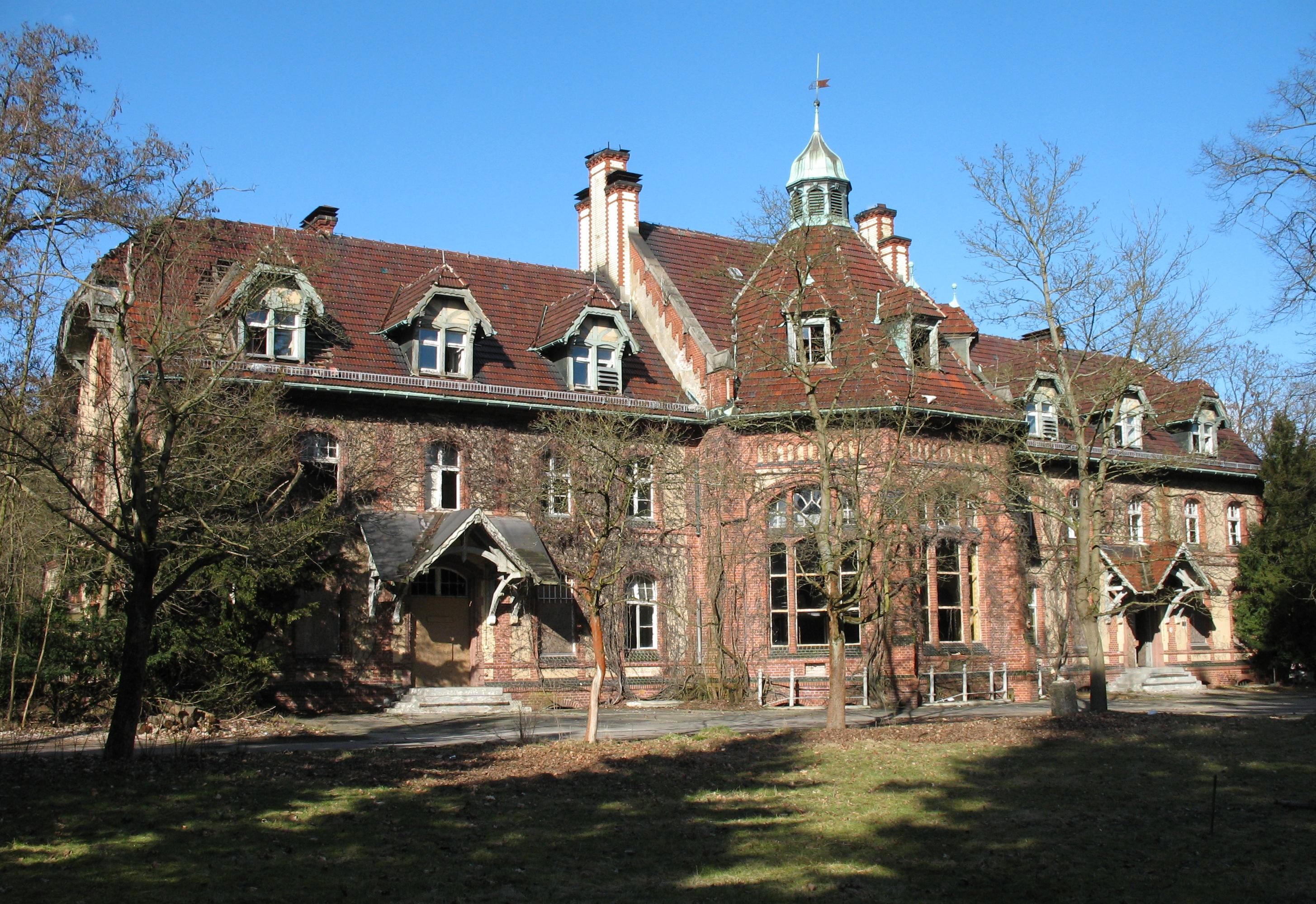
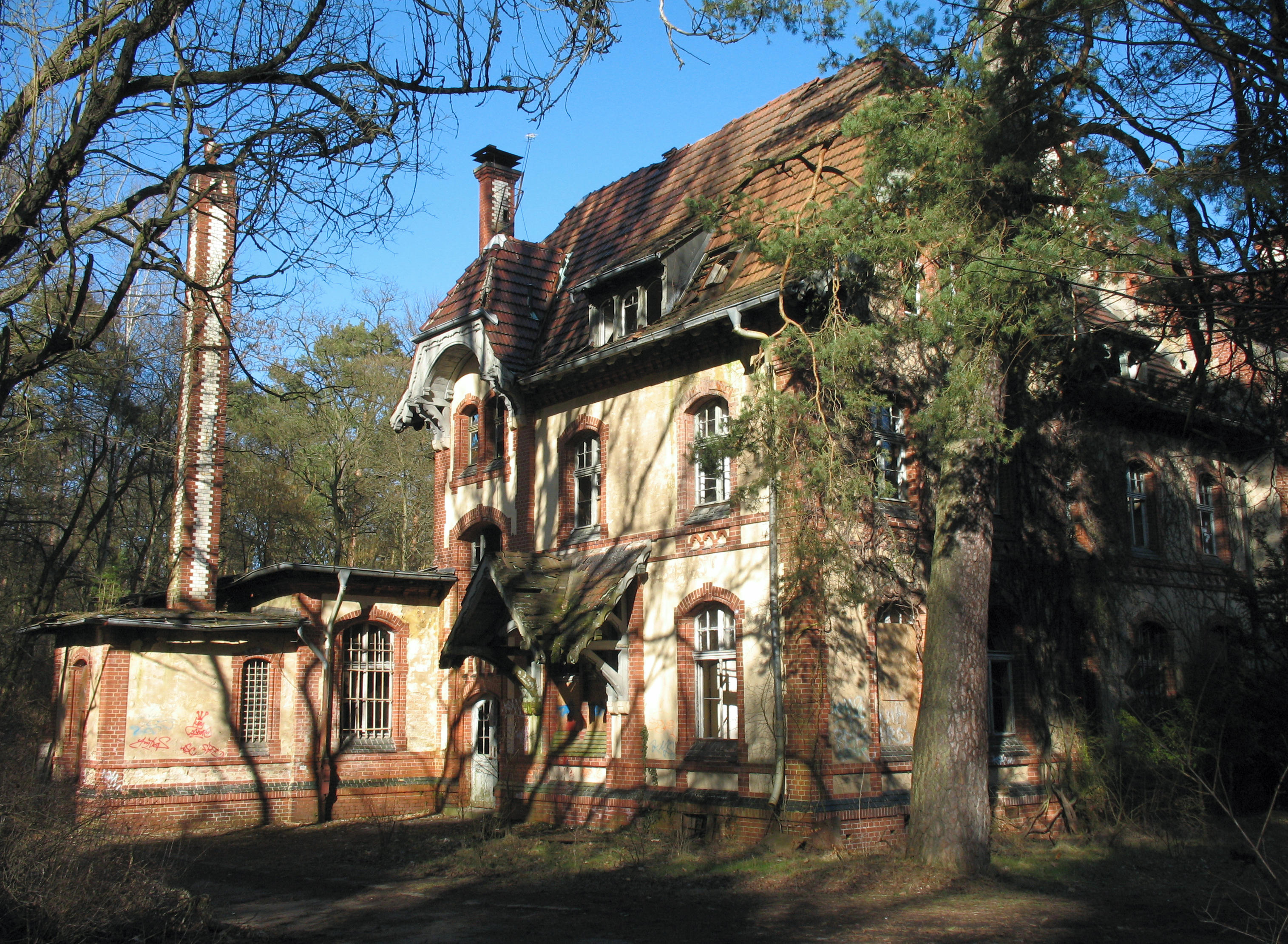
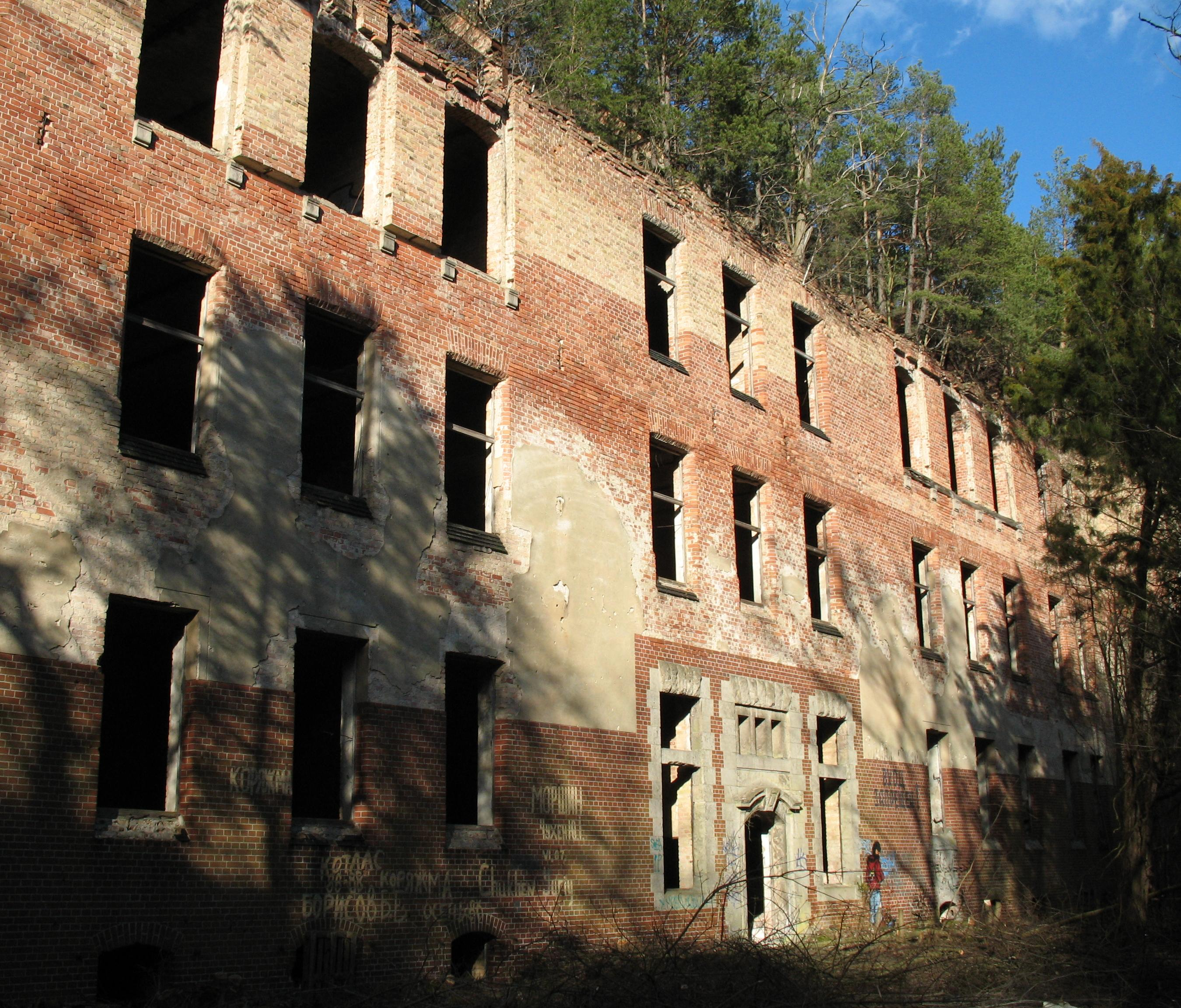
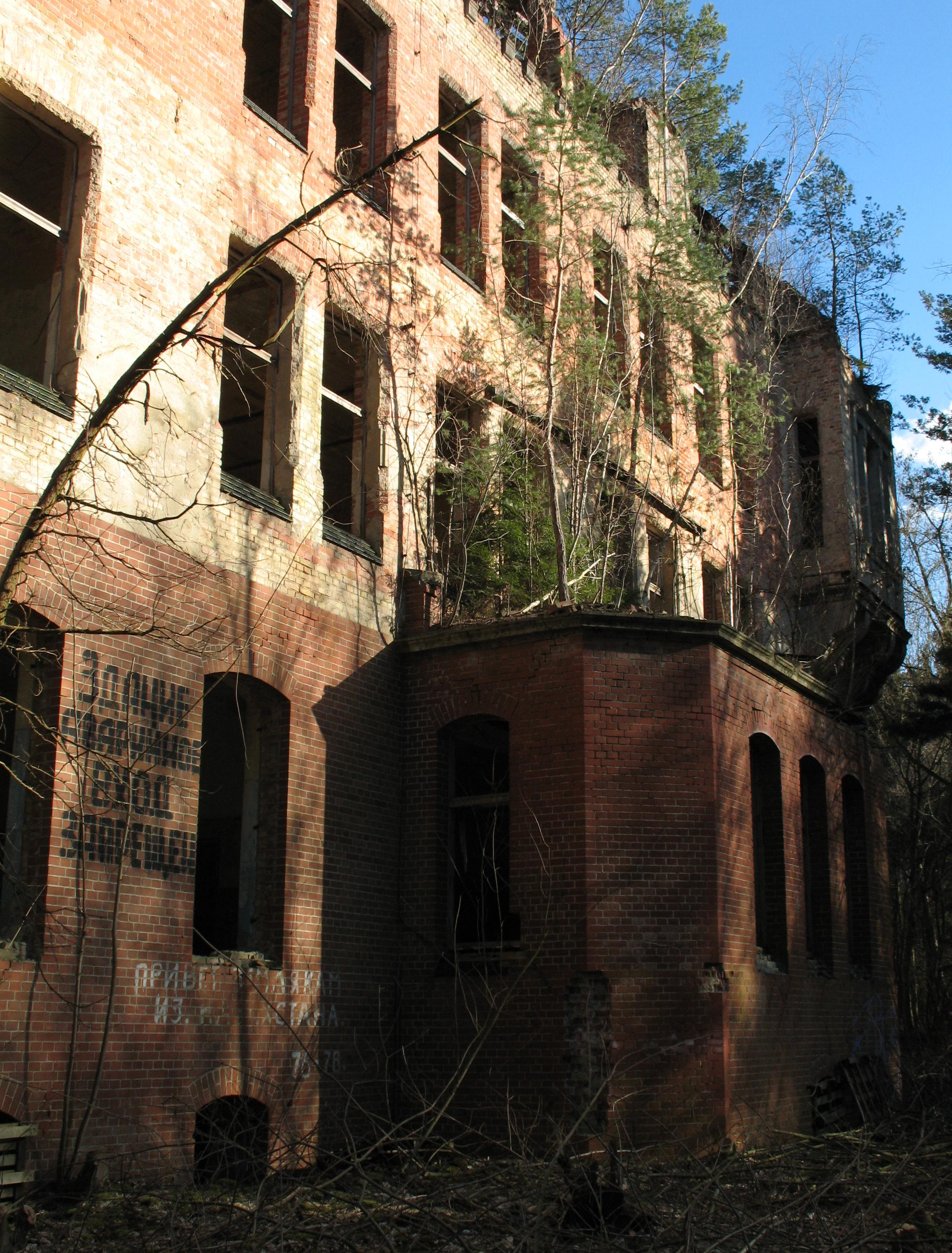
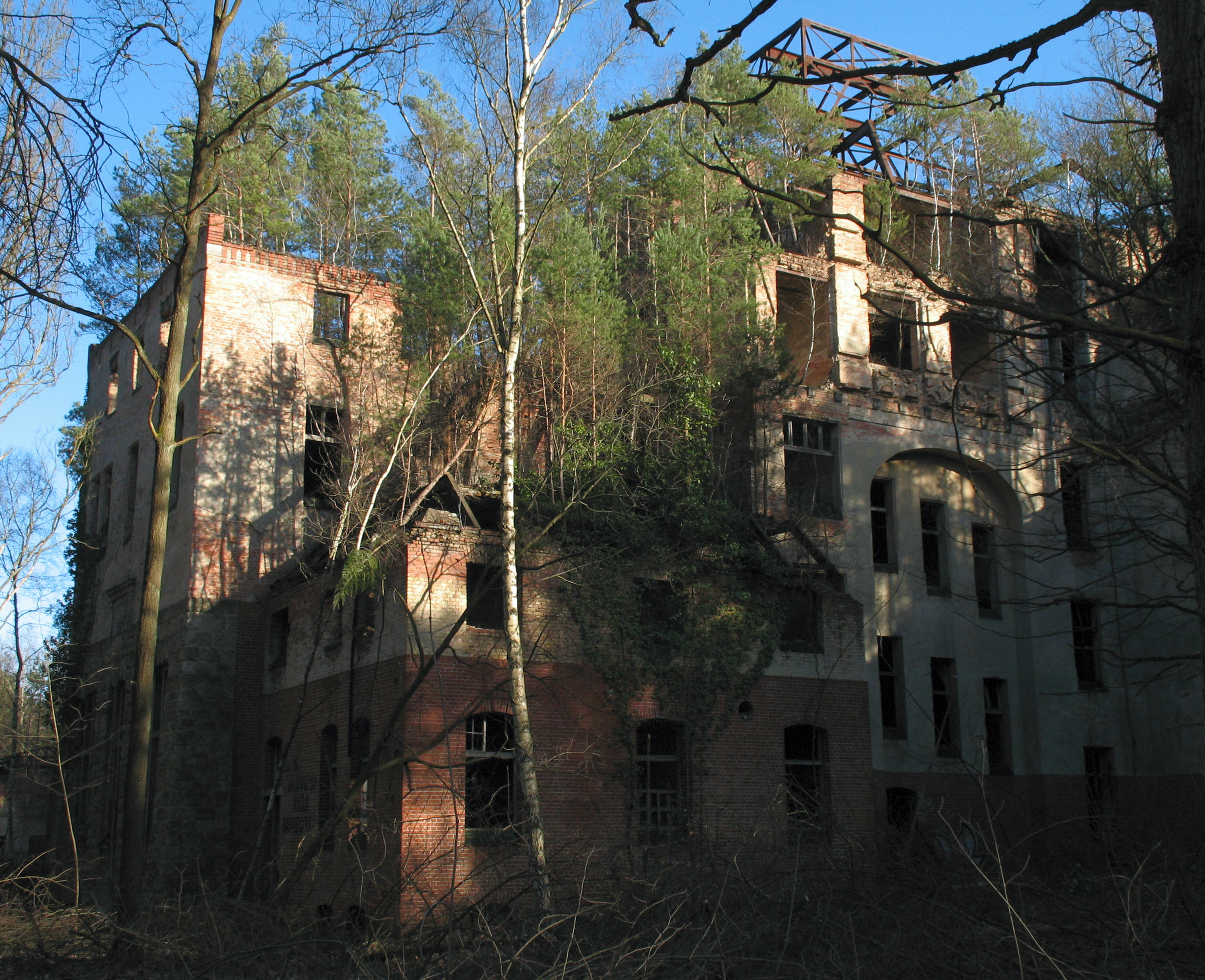